# Tomohiro Nagatsuka
 (août 2025).
Si vous disposez d'ouvrages ou d'articles de référence ou si vous connaissez des sites web de qualité traitant du thème abordé ici, merci de compléter l'article en donnant les références utiles à sa vérifiabilité et en les liant à la section « Notes et références ».
Tomohiro Nagatsuka (長塚 智広, Nagatsuka Tomohiro, né le 28 novembre 1978) est un coureur cycliste sur piste japonais. Il a été médaillé d'argent de la vitesse par équipes avec Toshiaki Fushimi et Masaki Inoue aux Jeux olympiques de Sydney en 2004.

## Palmarès

### Jeux olympiques
- Sidney 2004
  -  Médaillé d'argent de la vitesse par équipes (avec Toshiaki Fushimi et Masaki Inoue)

### Coupe du monde
- 2003 :
  - 3e de la vitesse par équipes à Moscou
  - 1er de la vitesse par équipes à Sydney (avec Toshiaki Fushimi et Kiyofumi Nagai)
- 2004 :
  - 2e de la vitesse par équipes à Aguascalientes
  - 3e de la vitesse par équipes à Sydney

### Championnats d'Asie
- Bangkok 2002
  -  Champion d'Asie de la vitesse par équipes
- Nara 2008
  -  Médaillé de bronze de la vitesse par équipes